# Rumpffläche

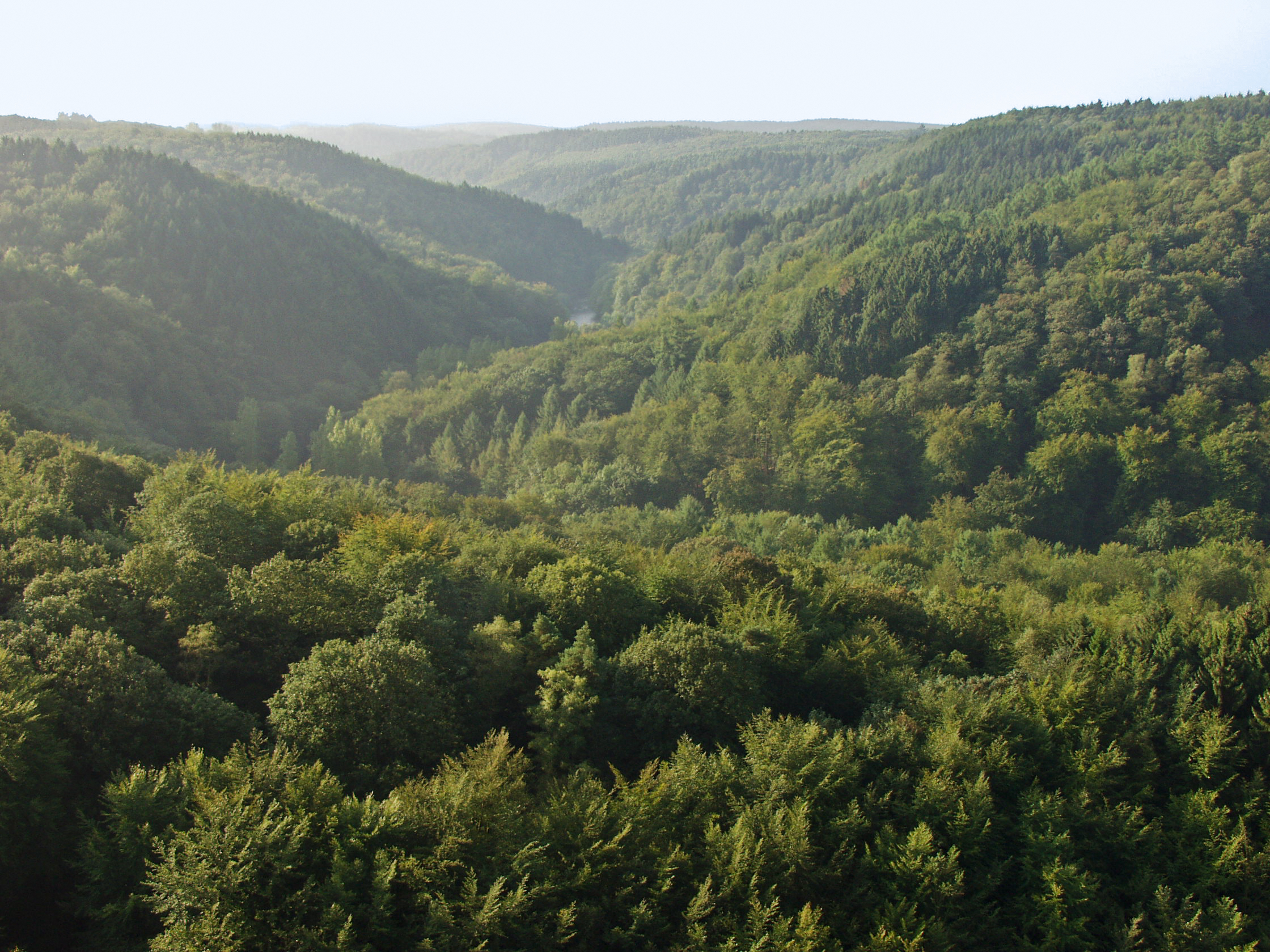
Auch Rumpfflächen wie das Bergische Land können durch tief eingeschnittene Flusstäler große Höhenunterschiede aufweisen (Beispiel: Wupper bei Müngsten)

Als Rumpffläche (Peneplain, Fastebene) wird in der Geomorphologie eine besondere Form von Abtragungsfläche eines Rumpfgebirges bezeichnet. Das Besondere an ihrer Entstehung ist, dass die jeweils anstehenden Untergrundgesteine ohne Rücksicht auf ihre morphologisch wirksame Gesteinshärte, ihre Lagerung oder Faltung im Laufe von Jahrmillionen gleichmäßig eingeebnet wurden. Die Entstehung von Rumpfflächen wird hauptsächlich in wechselfeucht-tropischen Klimaten vermutet.
Biogeographisch reichen die Fastebenen heute zumeist von der Planarstufe bis zur kollinen Höhenstufe bis etwa 300 m Meereshöhe.
Rumpfflächen gehören zu den großen Landformen, die das Makrorelief der Erde bilden.

## Verbreitung
Rumpfflächenlandschaften mit typischen aus der Fläche herausragenden Inselbergen und flach eingetieften Flachmuldentälern finden sich weltweit in alten Gebirgen, die sich im Laufe der Erdgeschichte unter dem Einfluss tropischen Klimas befanden. In Deutschland finden sich Rumpfflächen vor allem im Rheinischen Schiefergebirge (Eifel, Bergisches Land, Sauerland), im Harz und im Erzgebirge.
Im Gegensatz zu jungen Faltengebirgen oder Schichtstufenlandschaften ist der Formenschatz in Rumpfflächenlandschaften wesentlich weicher. Größere Stufen sind meist das Ergebnis tektonischer Vorgänge oder quartärer fluviatiler Erosion.

## Entstehungstheorien
- Nach William Morris Davis (1899) sind derartige Flachreliefs das Ergebnis der überwiegend fluvialen Abtragung eines alten Gebirges, das nach fast vollständiger Einebnung später wieder tektonisch empor gehoben wurde.
- Nach der Theorie der Doppelten Einebnung von Julius Büdel (1977) bilden sich Rumpfflächen in wechselfeucht tropischen Klimaten als sogenannte doppelte Einebnungsflächen.[2] Das heißt, die Flächenbildung kommt einerseits durch intensive chemische Verwitterung des Gesteins im Untergrund und andererseits durch flächenhafte oberflächliche Abtragung (Denudation) des Verwitterungsproduktes unmittelbar nach der Trockenzeit bei schütterer Vegetationsdecke zustande. Dabei bleiben entweder die Verwitterungsrate und die Abtragungsrate im Gleichgewicht, oder aber die Verwitterungsrate überwiegt. Im letzteren Fall finden sich auf fossilen Rumpfflächen häufig Verwitterungsdecken.[3]

## Geomorphologische Einordnung
Rumpfflächen werden zu den Skulpturformen gezählt.